# 柳博·武基奇
柳博·武基奇（1982年8月3日—），克罗地亚男子手球运动员。他曾代表克罗地亚国家队参加2008年夏季奥林匹克运动会手球比赛，结果获得第四名。